# 6961 Ashitaka
6961 Ashitaka eller 1989 KA är en asteroid i huvudbältet som upptäcktes den 26 maj 1989 av de båda japanska astronomerna Toshimasa Furuta och Makio Akiyama vid Susono-observatoriet. Den är uppkallad efter den tidigare vulkanen Ashitaka.
Asteroiden har en diameter på ungefär 4 kilometer.